# Diaphorus genuinus
Diaphorus genuinus är en tvåvingeart som beskrevs av Octave Parent 1927. Diaphorus genuinus ingår i släktet Diaphorus och familjen styltflugor. Inga underarter finns listade i Catalogue of Life.